# Nebkauhor
Nebkauhor (Nb-k3.w-Ḥr, "el senyor de les ànimes és Horus") o Nebkauhor-Idu (jdw) va ser un príncep egipci de la dinastia VI. Era probablement un fill de Pepi II (2284 - 2216/2184 a.C), tot i que es discuteix. La seva tomba, com la del seu germà Ptahxepses D, es troba a l'est de la piràmide d'Unas a Saqqara. És tracta d'una mastaba reutilitzada del djati Akhtihotep de finals de la V dinastia o de principis de la VI.
Nebkauhor tenia els títols coneguts següents:
- Fill Gran del Rei del seu Cos (sA-nswt n Xt = f)
- Djati
- Jutge en cap
- Cap dels servents divins de la piràmide d'Unas

Pels seus títols, sembla que va estar implicat en el culte funerari del faraó Unas, l'últim de la dinastia V, que havia viscut al segle anterior. També sembla que Nebkauhor podria haver esdevingut faraó perquè era el fill gran dels seus pares, però hauria mort abans que el seu pare.